# Vetus Latina
Vetus latina je bil prvi prevod Stare zaveze v latinščino. Za izhodišče je bila vzeta Septuaginta oz. ena od poznejših recenzij. Delo je bilo prevedeno v Severni Afriki približno v 2. stoletju.